# Copa Libertadores Femenina 2013
Copa Libertadores Femenina 2013 diễn ra tại Brasil từ 27 tháng 10 tới 7 tháng 11 năm 2013. São José là đội vô địch của giải.

## Vòng bảng

### Bảng A
Mundo Futuro lọt vào bán kết với tư các đội nhì xuất sắc nhất.
| Đội          | Tr | T | H | B | BT | BB | HS  | Đ |
| ------------ | -- | - | - | - | -- | -- | --- | - |
| Colo Colo    | 3  | 2 | 1 | 0 | 16 | 4  | +12 | 7 |
| Mundo Futuro | 3  | 2 | 1 | 0 | 7  | 4  | +3  | 7 |
| Nacional     | 3  | 1 | 0 | 2 | 5  | 10 | −5  | 3 |
| Sport Girls  | 3  | 0 | 0 | 3 | 2  | 12 | −10 | 0 |

| Mundo Futuro             | 1–0     | Sport Girls |
| ------------------------ | ------- | ----------- |
| Yanina Angeles Lopez 88' | Báo cáo |             |

| Colo Colo                                                                                 | 5–1     | Nacional             |
| ----------------------------------------------------------------------------------------- | ------- | -------------------- |
| Yanara Aedo 37' · Ascanio 46' · Camila Saez 50' · Claudia Soto 55' · Francisca Moroso 85' | Báo cáo | Florence Garrido 16' |

| Nacional              | 1–3     | Mundo Futuro                  |
| --------------------- | ------- | ----------------------------- |
| Lucía Cappelletti 72' | Báo cáo | Maitte Zamorano 20', 38', 89' |

| Colo Colo                                                                             | 8–0     | Sport Girls |
| ------------------------------------------------------------------------------------- | ------- | ----------- |
| Carla Guerrero · Estefanía Banini · Claudia Soto · Yessenia Huenteo · Yusmery Ascanio | Báo cáo |             |

| Nacional                                                           | 3–2     | Sport Girls                             |
| ------------------------------------------------------------------ | ------- | --------------------------------------- |
| Federica Silvera 21' · Mariana Buidid 27' · María Birizamberri 40' | Báo cáo | Neyra Lilian 17' · Amparo Chuquival 93' |

| Colo Colo                                    | 3–3     | Mundo Futuro                                |
| -------------------------------------------- | ------- | ------------------------------------------- |
| Claudia Soto 18' · Estefanía Banini 25', 77' | Báo cáo | Janeth Moron 51', 59' · Maitte Zamorano 55' |

### Bảng B
| Đội           | Tr | T | H | B | BT | BB | HS  | Đ |
| ------------- | -- | - | - | - | -- | -- | --- | - |
| São José      | 3  | 3 | 0 | 0 | 4  | 0  | +4  | 9 |
| Cerro Porteño | 3  | 2 | 0 | 1 | 11 | 4  | +7  | 6 |
| Rocafuerte    | 3  | 1 | 0 | 2 | 3  | 4  | −1  | 3 |
| Everton       | 3  | 0 | 0 | 3 | 1  | 11 | −10 | 0 |

| Rocafuerte               | 1–0     | Everton |
| ------------------------ | ------- | ------- |
| Ingrid Rodríguez 76' (p) | Báo cáo |         |

| São José                             | 1–0     | Cerro Porteño |
| ------------------------------------ | ------- | ------------- |
| Gislaine Cristina Souza da Silva 73' | Báo cáo |               |

| Cerro Porteño                               | 3–2     | Rocafuerte                           |
| ------------------------------------------- | ------- | ------------------------------------ |
| Rebeca Fernández 64', 71' · Ana Fleitas 80' | Báo cáo | Ana Palacios 47' · Erika Vásquez 55' |

| São José                                             | 2–0     | Everton |
| ---------------------------------------------------- | ------- | ------- |
| Formiga (Miralldes Maciel) 71' · Mariana Pereira 85' | Báo cáo |         |

| Cerro Porteño | 8–1     | Everton             |
| --- | ------- | ------------------- |
| Nicole Sanhueza 3' (l.n.) · Liz Peña Vargas 14', 32' · Jessica Santacruz 44' · Rosa Aquino 46', 55', 82' · Ana Fleitas 48' | Báo cáo | Nicole Sanhueza 35' |

| São José                     | 1–0     | Rocafuerte |
| ---------------------------- | ------- | ---------- |
| Giovânia Domingas Campos 56' | Báo cáo |            |

### Bảng C
| Đội                    | Tr | T | H | B | BT | BB | HS | Đ |
| ---------------------- | -- | - | - | - | -- | -- | -- | - |
| Formas Íntimas         | 3  | 2 | 1 | 0 | 6  | 2  | +4 | 7 |
| Boca Juniors           | 3  | 1 | 1 | 1 | 5  | 5  | 0  | 4 |
| Foz Cataratas          | 3  | 0 | 2 | 1 | 3  | 5  | −2 | 2 |
| Estudiantes de Guárico | 3  | 0 | 2 | 1 | 2  | 4  | −2 | 2 |

| Estudiantes de Guárico | 0–2     | Formas Íntimas         |
| ---------------------- | ------- | ---------------------- |
|                        | Báo cáo | Yisela Cuesta 31', 46' |

| Foz Cataratas          | 1–3     | Boca Juniors                                      |
| ---------------------- | ------- | ------------------------------------------------- |
| Daiane Moretti 49' (p) | Báo cáo | Potassa 28' · Yael Oviedo 31' · Carmen Brusco 83' |

| Boca Juniors | 1–1     | Estudiantes de Guárico |
| ------------ | ------- | ---------------------- |
| Potassa 15'  | Báo cáo | Paola Villamizar 45'   |

| Foz Cataratas           | 1–1     | Formas Íntimas             |
| ----------------------- | ------- | -------------------------- |
| Camila Grum Germano 45' | Báo cáo | Yesica Sánchez Duquino 61' |

| Boca Juniors            | 1–3 | Formas Íntimas                                           |
| ----------------------- | --- | -------------------------------------------------------- |
| Diana Ospina 37' (l.n.) |     | Diana Ospina 34' · Catalina Usme 43' · Yisela Cuesta 68' |

| Foz Cataratas      | 1–1     | Estudiantes de Guárico |
| ------------------ | ------- | ---------------------- |
| Daiane Moretti 75' | Báo cáo | Oriana Altuve 32'      |

## Vòng đấu loại trực tiếp
|  | Bán kết             | Bán kết        |                     |   | Chung kết | Chung kết |
|  |                     |                |                     |   |           |           |
|  | 4 tháng 11 năm 2013 |                |                     |   |           |           |
|  |                     |                |                     |   |           |           |
|  | Colo Colo           | 1 (0)          |                     |   |           |           |
|  | Colo Colo           | 1 (0)          | 7 tháng 11 năm 2013 |   |           |           |
|  | São José            | 1 (3)          |                     |   |           |           |
|  | São José            | 1 (3)          | São José            | 3 |           |           |
|  | 4 tháng 11 năm 2013 |                | São José            | 3 |           |           |
|  |                     | Formas Íntimas | 1                   |   |           |           |
|  | Formas Íntimas      | Formas Íntimas | 1                   | 4 |           |           |
|  | Formas Íntimas      |                |                     | 4 |           |           |
|  | Mundo Futuro        | 1              |                     |   |           |           |
|  | Mundo Futuro        | 1              | Tranh hạng ba       |   |           |           |
|  |                     |                |                     |   |           |           |
|  | 7 tháng 11 năm 2013 |                |                     |   |           |           |
|  |                     |                |                     |   |           |           |
|  | Colo Colo           | 6              |                     |   |           |           |
|  | Colo Colo           | 6              |                     |   |           |           |
|  | Mundo Futuro        | 3              |                     |   |           |           |

### Bán kết
| Colo Colo                                      | 1–1 (s.h.p.) | São José                                              |
| ---------------------------------------------- | ------------ | ----------------------------------------------------- |
| Yusmery Ascanio 60'                            | Báo cáo      | Giovânia Domingas Campos 89' (ph.đ.)                  |
| Loạt sút luân lưu                              |              |                                                       |
| Claudia Soto · Francisca Lara · Carla Guerrero | 0–3          | Fabiana Baiana · Poliana · Formiga (Marialdes Maciel) |

| Formas Íntimas                                                                            | 4–1     | Mundo Futuro        |
| ----------------------------------------------------------------------------------------- | ------- | ------------------- |
| Yisela Cuesta 11' · Yesica Sánchez Duquino 26' · Jenifer Peñaloza 48' · Catalina Usme 73' | Báo cáo | Maitte Zamorano 81' |

### Tranh hạng ba
| Colo Colo | 6–3     | Mundo Futuro                                |
| --- | ------- | ------------------------------------------- |
| Estefanía Banini 21' · Yessenia Huenteo 42', 49' · Catalina Silva 63' · Yanara Aedo 76' · Yusmery Ascanio 86' | Báo cáo | Maitte Zamorano 39', 88' · Janeth Moron 71' |

### Chung kết
| São José                                  | 3–1 | Formas Íntimas |
| ----------------------------------------- | --- | -------------- |
| Priscilinha 11' · Dani 20' · Gislaine 53' |     | Ospina 10'     |